# Lagarosoma dissitum
Lagarosoma dissitum là một loài tò vò trong họ Ichneumonidae.